# Philip Chan (acteur)
Pour les articles homonymes, voir Philip Chan.
Philip Chan, de son vrai nom Chan Yan-kin (陳欣健, né le 25 janvier 1945) est un acteur, réalisateur, producteur, scénariste, compositeur, animateur de télévision et chef d'entreprise hongkongais.
Il était inspecteur de police avant d'entrer dans le cinéma en tant que scénariste de films policiers. Il devient ensuite l'un des animateurs de télévision les plus importants de Hong Kong et un chef d'entreprise important.

## Biographie

### Débuts dans la police
Il travaille pour la police royale de Hong Kong comme inspecteur avant d'entrer dans l'industrie du divertissement. Son moment le plus mémorable durant cette carrière est lors d'une conférence de presse qu'il tient sur le lieu du braquage de la banque Po Sang en 1974, l'un des plus importants vol de banque de l'histoire de Hong Kong. En 1976, il démissionne de son poste de surintendant de la police et rejoint la société de production Bang Bang Films en tant que producteur. Il dirige simultanément le département de la publicité et commercialise la marque éponyme de jeans et de vêtements très populaire à Hong Kong.
Chan se fait d'abord connaître à Hong Kong comme chanteur principal du premier groupe pop universitaire chinois, The Astro-Notes. Il se fait un nom lorsqu'il rejoint la police royale de Hong Kong en 1965 et fait preuve de courage et de talent de commandement dans la résolution de plusieurs crimes très médiatisés dans la colonie britannique, comme par exemple le premier vol à main armée d'une banque en 1974. Il est surnommé l'« inspecteur chanteur » après avoir écrit les paroles d'une publicité télévisée pour la sécurité routière des écoliers. Son succès en tant que policier lui vaut une rapide promotion au poste de surintendant de la police en 1975.

### Carrière cinématographique
En 1976, il est invité par l'actrice Josephine Siao et le réalisateur Pochi Leung à écrire un scénario de film policier mettant en scène un trafic d'héroïne entre Amsterdam et Hong Kong et intitulé Jumping Ash. Ce film policier optimiste connaît un succès instantané au box-office de 1976, rapporte un million HK$ en trois jours et pousse le jeune policier à poursuivre sa voie dans ses plus grandes passions, les films et la musique. Il quitte le service public pour diriger le département de production cinématographique et le département marketing du groupe Bang Bang, qui est alors la société de jeans la plus prospère de Hong Kong. Il dirige également la production de deux programmes jeunesse populaires sur TVB et Rediffusion Television (en) pour promouvoir Bang Bang Fashion. Il devient ensuite acteur, scénariste, réalisateur et producteur de renom, avec 14 films en tant que réalisateur de 1976 à 1990. Il est président honorifique à vie de la guilde des réalisateurs de Hong Kong (en) et membre honorable de la guilde des artistes de Hong Kong. Il est également l'un des principaux animateurs de la principale chaîne de télévision de Hong Kong, TVB, pendant plus de 15 ans.

### Chef d'entreprise
Désireux de renforcer ses compétences en gestion et en marketing, il passe de moins en moins de temps comme acteur et producteur et devient finalement cadre à part entière travaillant pour plusieurs conglomérats commerciaux à Hong Kong :
1. Années 1980 : directeur général de Capital Artist Company, créant de nombreuses chansons à succès et propulsant une série de chanteurs tels qu'Aaron Kwok, Sammi Cheng, Andy Hui, Edmond Leung (en) et Coco Lee.
2. Années 1990 : directeur général de Metro Broadcasts Limited, une récente station de radio de Hong Kong, appartenant au magnat des affaires Li Ka-shing, et qui est en perte de vitesse pendant cinq années consécutives depuis sa création. C'est à cette époque qu'il produit de nombreux spectacles et événements sur scène qui apportent le succès à Metro Broadcast et une augmentation de ses revenus attendus depuis longtemps. En trois ans, il redynamise l’entreprise.
3. Fin des années 1990 et débuts des années 2000 : Président directeur général de Star East Group, une entreprise appartenant à des célébrités qui exploite des restaurants à thème (notamment le très réussi Planet Hollywood). Philip Chan participe à l'ouverture des complexes Star East Entertainment à Hong Kong et Canton et au pilote du projet franchisé à Chengdu. Le groupe est vendu à une autre société cotée en bourse en 2002.
4. Depuis 2000 : Propriétaire et Président directeur général de Endless Idea Management Limited, un promoteur de concerts et de marketing événementiel à Hong Kong. En plus de fournir des représentations et des concerts de célébrités hongkongaises en Chine continentale, à Singapour, en Malaisie et à Atlantic City, il produit également le très populaire Winter Wonderland à Tsuen Wan pour Sino Group (en) et le même spectacle est produit à la demande à Dongguan.
5. 2003–2005 : Président directeur général de Mandarin Films (en).
6. 2005–2007 : Président directeur général de Emperor Motion Pictures. Une fois de plus, il redevient un cinéaste de premier plan avec l'ouverture du marché chinois. Il dirige simultanément la co-entreprise Emperor Films/Shanghai Film Group (en), la SFG Emperor Film Company à Shanghai. Au cours de cette période, il produit deux films, Home Run et la comédie The Fantastic Water babes.

Depuis 1999, il commence la pénétration du marché du divertissement en Chine continentale dans les domaines de la production télévisuelle (création de la chaîne de télévision Lucky Paid à Shanghai), de la production cinématographique (pour Emperor Films avec Home Run et de sa distribution ultérieure). Il agit à titre de consultant pour le film d'horreur indépendant canadien Walking the Dead, tourné à Hebei en Chine en 2009.
Pendant 32 ans, il est l'un des plus importants animateurs de télévision de Hong Kong. Son style unique est le résultat de sa présence sympathique, de sa personnalité, de son énergie et de son humour. Ses apparitions à la télévision incluent la présentation de la rétrocession de Hong Kong à la Chine en 1997, du  principal concours de beauté annuel de Hong Kong, Miss Hong Kong, du gala de bienfaisance en faveur des victimes des inondations en Chine orientale au Palais de l'Assemblée du Peuple de Pékin, et de Miss Playboy International.
Il est président-directeur général de Endless Idea Management (Hong Kong) Limited et de Fantasia Entertainment Production Group (Macao) Company Limited. Ces sociétés participent à l'organisation et à la production d'événements pour les principaux casinos et hôtels de Macao et de Chine continentale. Il crée également une nouvelle société cinématographique, Good Earth Films, qui a pour mission de consulter et de produire pour des sociétés cinématographiques étrangères et chinoises en Chine continentale, à Hong Kong et à Taïwan. Il est également le PDG de Grand Olympia Films (Hong Kong) Limited. Il dirige le développement de plusieurs films devant être produits conjointement par des sociétés cinématographiques de Chine continentale et de Hong Kong.

## Filmographie

### Comme acteur
- OCTB (série TV, 2017)
- A Tale of Three Cities (en) (2015)
- Inflection (2014)
- I Love The Way You Love Me (2013)
- Winner Takes It All (court-métrage 2012)
- The Fantastic Water Babes (2008)
- Home Run (2008)
- Good Times, Bed Times (2003)
- Nine Girls and a Ghost (2002)
- Love on Delivery (1994) – Publicitaire de télévision
- Le Moine fou (1993)
- Fight Back to School 3 (1993) – Officier Chan
- Police Story 3: Supercop (1992) – Inspecteur Y.K. Chen
- À toute épreuve (1992) – Surintendant Pang
- Heart Against Hearts (1992) – Phillip
- The Magic Touch (en) (1992) – Commissaire
- Double Dragon (1992) – Directeur de l'hôtel
- Sisters of the World Unite (1991)
- The Banquet (1991) – Policier
- Double Impact (1991) – Raymond Zhang
- The Tigers (1991) – Surintendant Tsao Siu-Ping
- Pantyhose Hero (en) (1990) – Caméo
- The Musical Vampire (1990)
- Eat a Bowl of Tea (1989) – Henry Wang
- Carry On Yakuzas!! (1989) – Willie
- Widow Warriors (1989) – Liu Chuan-hau
- The Immigrant Policeman (1989)
- City Warriors (1988) – Surintendant Chan
- Bloodsport (1988) – Capitaine Chen
- Hero of Tomorrow (en) (1988) – La cible du corbeau
- Spy Games (1988) - Le patron de Ken
- The Romancing Star (1987) – Kenny
- Flaming Brothers (en) (1987) – Chen
- Crazy Spirit (1987) – Inspecteur Chen
- Pom Pom contre-attaque (1986) – Inspecteur Chan
- Mr Boo contre Pom Pom (1985) – Inspecteur Chan
- Night Caller (1985) – Steve Chan
- The Owl vs Bombo (en) (1984) – Policier
- Le Retour de Pom Pom (1984) – Inspecteur Chan
- Pom Pom (1984) – Inspecteur Chan
- Red Panther (1983) – Le supérieur de Lai
- The Return of the Condor Heroes (série TV, 1983) – Luk Jin-yuan
- Gun Is Law (1983) – Chan Shing-Fung
- Le Gagnant (1983) – Inspecteur
- Esprit d'amour (en) (1983) – John Tang
- Secret Ninja, Roaring Tiger (1982)
- Hunting Head (1982) – Kim Tai-Yung
- Avengers from Hell (1981)
- Encore (1980) – Oncle
- The Servant (1979)
- Between the Twins (série TV, 1978)
- Foxbat (en) (1977)
- The Extra (1977)
- Jumping Ash (1976)

## Comme réalisateur
- 1979 : The Servants
- 1981 : Charlie's Bubbles
- 1984 : Le Retour de Pom Pom
- 1985 :  Night Color La Nuit de l'Assassin (Night Caller)
- 1986 : Chocolate Inspector
- 1986 : Tongs, a Chinatown story
- 1986 : Where's Officer Tuba?
- 1986 : From Here to Prosperity
- 1989 : Carry On Yakuza
- 1989 : Mr Sunshine
- 1990 : Front Page

## Comme producteur ou conseiller de production
- 1977 : Foxbat (en)
- 1978 : The Extras
- 1979 : Cops and Robbers
- 1980 : Encore
- 1985 : Mr Boo contre Pom Pom
- 1989 : Path of Glory
- 2002 : Nine Girls and a Ghost
- 2003 : Cross Marriages in China
- 2006 : Home Run
- 2006 : The Fantastic Water Babes
- 2011 : 33 Postcards
- 2014 : The Tiger and I

## Comme scénariste
- 1975 : Jumping Ash
- 1977 : Foxbat (en)
- 1978 : The Extras
- 1979 : Cops and Robers
- 1981 : Charlie's Bubbles
- 1981 : Krazy Kops
- 1984 : Long Arm of the Law
- 1986 : Long Arm of the Law 2
- 1985 : Night Caller
- 1986 : Chocolate Inspector
- 1988 : Edge of Darkness
- 1989 : Carry On Yakuzas
- 1989 : Mr Sunshine
- 1989 : Path of Glory
- 1990 : Front Page
- 2014 : The Tiger and I

## Crédit de traduction
- (en) Cet article est partiellement ou en totalité issu de l’article de Wikipédia en anglais intitulé « Philip Chan (actor) » (voir la liste des auteurs).